# Benitos
Benitos es una localidad perteneciente al municipio de Narrillos del Rebollar, en la provincia de Ávila, comunidad autónoma de Castilla y León, España. En 2018 contaba con 18 habitantes.

## Historia
Hacia mediados del siglo XIX, el lugar, por entonces con ayuntamiento propio, tenía contabilizada una población de 58 habitantes. La localidad aparece descrita en el cuarto volumen del Diccionario geográfico-estadístico-histórico de España y sus posesiones de Ultramar de Pascual Madoz de la siguiente manera:

BENITOS: l. con ayunt, en la prov., dióc. y part. jud. de Avila (4 leg.), aud. terr. de Madrid (15), c. g. de Castilla la Vieja (Valladolid 18): sit. al pie de dos cerros con esposicion al N., es de clima frio, reinan los vientos E. y O., y se padecen tercianas é hidropesia: tiene 20 casas con la municipal que tambien sirve de cárcel; 2 fuentes de buenas aguas para el consumo de los vec., igl. parr. dedicada á San Pedro Apóstol, de la que es anejo el inmediato pueblo de Narrillos del Rebollar, y en los afueras una ermita con el titulo de Ntra. Sra. de Riondo, sit. al descenso de un riach. que baja del l. Confina el térm. por N. con Altamiros y Chamartin; E. Sanchorreja; S. Narrillos del Rebollar; O. Cillan, á dist. de 1/4 leg. por todos los puntos, y comprende 1,170 fan. de tierra, de las que se cultivan 318, que son todas de tercera calidad; le baña un riach. sin nombre, que nace en Berrocalejo: el terreno es áspero, de piedras berroqueñas y lanchares: los caminos locales y malos: el correo se recibe en Avila por los mismos interesados. prod.: centeno, poco trigo, cebada, garbanzos y lino; se mantiene algun ganado lanar, merino, vacuno, de cerda, cabrio, y se cria caza menor: ind.: 2 molinos harineros. pobl.: 18 vec., 58 alm. cap. prod.: 285,625 rs. imp.: 11,425. prod. ind.: 500. contr.: 1,570 rs. 4 mrs.
(Madoz, 1846, p. 227)

## Patrimonio
En la localidad hay una iglesia bajo la advocación de San Pedro Apóstol.